# Torneo Finalización 2011 (Colombia)
El Torneo Finalización 2011 fue el septuagésimo cuarto (74.º) campeonato de la Categoría Primera A de fútbol profesional colombiano, siendo el segundo torneo de la temporada 2011. Comenzó a disputarse el viernes 26 de agosto y terminó el miércoles 21 de diciembre.
El torneo comenzó exactamente una semana después de finalizada la Copa Mundial de Fútbol Sub-20 de 2011 que se disputó en Colombia, para cumplir con los requerimientos de FIFA tras el certamen.
El campeón clasificó a la fase de grupos de la Copa Libertadores 2012. Además, al término de este torneo, mediante la tabla de reclasificación del año se definió un clasificado más a la Copa Libertadores y tres clubes que jugarán la Copa Sudamericana 2012, ya que el otro cupo es para el campeón de la Copa Colombia 2011. Mediante la tabla de promedio se determinó cuál equipo descendió a la Primera B en 2012.

## Sistema de juego

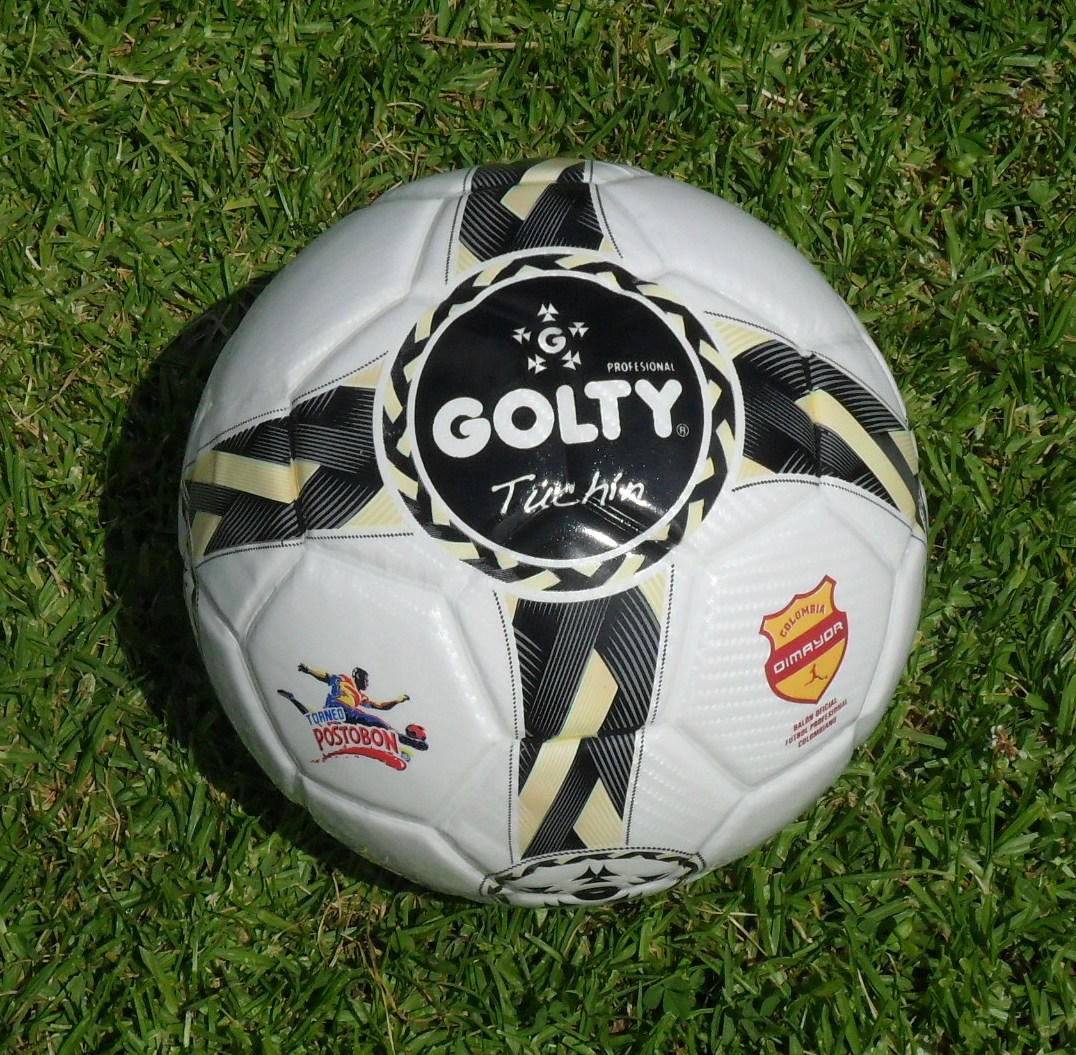
Tuchín, el balón oficial del fútbol colombiano en 2011.

En la primera etapa se jugarán 18 fechas bajo el sistema de todos contra todos, al término de los cuales los ocho primeros avanzan a una serie cuartos de final mediante eliminación directa o playoffs, al igual como sucedió en el Torneo Apertura 2011.
En caso de haber empate en puntos dentro de la tabla de posiciones de la fase todos contra todos, se definirá el orden de clasificación teniendo en cuenta los siguientes criterios, en orden de preferencia:
1. Mayor diferencia de goles.
2. Mayor número de goles a favor.
3. Mayor número de goles a favor como visitante.
4. Menor número de goles en su contra como visitante.
5. Por sorteo
Se realizará un sorteo para los cuartos de final, donde los cuatro primeros serán cabezas de serie y los cuatro restantes serán sorteados para definir los emparejamientos. Los ganadores disputarán las semifinales para encontrar los dos equipos que disputarán la gran final. El campeón obtendrá el segundo título del año y un cupo a la fase de grupos de la Copa Libertadores 2012.
En caso de haber empate en puntos a partir de los cuartos de final, se la clasificación teniendo en cuenta los siguientes criterios:
1. Mayor diferencia de goles.
2. Si persiste el empate al término del segundo partido (partido de vuelta), se definirá la posición mediante tiros desde el punto penal, conforme al procedimiento señalado por la International Board.

## Datos de los clubes
| Equipo            | Entrenador             | Departamento       | Ciudad       | Estadio                        | Aforo  |
| ----------------- | ---------------------- | ------------------ | ------------ | ------------------------------ | ------ |
| América de Cali   | Wilson Piedrahíta      | Valle del Cauca    | Cali         | Olímpico Pascual Guerrero      | 41.000 |
| Atlético Huila    | Néstor Otero           | Huila              | Neiva        | Guillermo Plazas Alcid         | 27.000 |
| Atlético Nacional | Santiago Escobar       | Antioquia          | Medellín     | Atanasio Girardot              | 41.000 |
| Boyacá Chicó      | Alberto Gamero         | Boyacá             | Tunja        | La Independencia               | 20.000 |
| Cúcuta Deportivo  | Jaime de La Pava       | Norte de Santander | Cúcuta       | General Santander              | 45.900 |
| Deportes Quindío  | Fernando Castro        | Quindío            | Armenia      | Centenario                     | 20.716 |
| Deportes Tolima   | Hernán Torres          | Tolima             | Ibagué       | Manuel Murillo Toro            | 31.000 |
| Deportivo Cali    | Rubén Darío Insúa      | Valle del Cauca    | Cali         | Olímpico Pascual Guerrero      | 41.000 |
| Deportivo Pereira | Alfredo Araújo         | Risaralda          | Pereira      | Hernán Ramírez Villegas        | 30.297 |
| Envigado F. C.    | Pedro Sarmiento        | Antioquia          | Envigado     | Polideportivo Sur              | 14.000 |
| Indep. Medellín   | Guillermo Berrío       | Antioquia          | Medellín     | Atanasio Girardot              | 41.000 |
| Itagüí Ditaires   | Álvaro de Jesús Gómez  | Antioquia          | Itagüí       | Metropolitano Ciudad de Itagüí | 12.000 |
| Junior            | José Eugenio Hernández | Atlántico          | Barranquilla | Metropolitano Roberto Meléndez | 50.000 |
| La Equidad        | Alexis García          | Bogotá, D. C.      | Bogotá       | Metropolitano de Techo         | 7.800  |
| Millonarios       | Richard Páez           | Bogotá, D. C.      | Bogotá       | Nemesio Camacho El Campín      | 46.343 |
| Once Caldas       | Pompilio Páez          | Caldas             | Manizales    | Palogrande                     | 42.678 |
| Real Cartagena    | Mario Vanemerak        | Bolívar            | Cartagena    | Olímpico Jaime Morón León      | 16.068 |
| Santa Fe          | Wilson Gutiérrez       | Bogotá, D. C.      | Bogotá       | El Campín                      | 46.343 |

## Cambios de entrenadores

### Pretemporada
| Club                   | Entrenador saliente     | Fecha de salida     | Reemplazado por  | Fecha de llegada    |
| ---------------------- | ----------------------- | ------------------- | ---------------- | ------------------- |
| Atlético Huila         | Guillermo Berrío        | 22 de mayo de 2011  | Néstor Otero     | 25 de mayo de 2010  |
| Junior                 | Oscar Héctor Quintabani | 23 de mayo de 2011  | Jorge Luis Pinto | 2 de junio de 2011  |
| Independiente Medellín | Víctor Luna             | 23 de mayo de 2011  | Guillermo Berrío | 25 de mayo de 2010  |
| Cúcuta Deportivo       | Juan Carlos Díaz        | 28 de julio de 2011 | Jaime de la Pava | 2 de agosto de 2010 |

### Temporada
| Club              | Entrenador saliente    | Fecha de salida          | Reemplazado por        | Fecha de llegada         |
| ----------------- | ---------------------- | ------------------------ | ---------------------- | ------------------------ |
| Itagüí Ditaires   | Carlos Mario Hoyos     | 23 de mayo de 2011       | Álvaro de Jesús Gómez  | 1 de junio de 2011       |
| Junior            | Jorge Luis Pinto       | 4 de septiembre de 2011  | José Eugenio Hernández | 5 de septiembre de 2011  |
| América de Cali   | Álvaro Aponte          | 6 de septiembre de 2011  | Wilson Piedrahíta      | 7 de septiembre de 2011  |
| Deportivo Pereira | Julio Avelino Comesaña | 12 de septiembre de 2011 | Alfredo Araújo         | 14 de septiembre de 2011 |
| Santa Fe          | Arturo Boyacá          | 19 de septiembre de 2011 | Wilson Gutiérrez       | 20 de septiembre de 2011 |
| Deportivo Cali    | Jorge Cruz             | 23 de septiembre de 2011 | Rubén Darío Insúa      | 27 de septiembre de 2011 |
| Real Cartagena    | Hubert Bodhert         | 3 de octubre de 2011     | Mario Vanemerak        | 4 de octubre de 2011     |
| Once Caldas       | Juan Carlos Osorio     | 27 de noviembre de 2011  | Pompilio Páez          | 2 de diciembre de 2011   |

## Todos contra todos

### Clasificación
- Actualizada el 29 de noviembre de 2011.

| Pos | Equipo                 | Pts | PJ | G | E | P | GF | GC | Dif |
| --- | ---------------------- | --- | -- | - | - | - | -- | -- | --- |
| 1.  | Atlético Junior        | 31  | 18 | 8 | 7 | 3 | 28 | 22 | 6   |
| 2.  | Itagüí Ditaires        | 30  | 18 | 8 | 6 | 4 | 24 | 18 | 6   |
| 3.  | Once Caldas            | 29  | 18 | 8 | 5 | 5 | 34 | 23 | 11  |
| 4.  | Millonarios            | 28  | 18 | 8 | 4 | 6 | 21 | 17 | 4   |
| 5.  | Independiente Santa Fe | 28  | 18 | 8 | 4 | 6 | 22 | 19 | 3   |
| 6.  | Envigado F. C.         | 28  | 18 | 8 | 4 | 6 | 20 | 18 | 2   |
| 7.  | Boyacá Chicó           | 27  | 18 | 6 | 9 | 3 | 19 | 16 | 3   |
| 8.  | América de Cali        | 25  | 18 | 7 | 4 | 7 | 22 | 24 | -2  |
| 9.  | Deportivo Pereira      | 24  | 18 | 5 | 9 | 4 | 23 | 16 | 7   |
| 10. | Deportivo Cali         | 23  | 18 | 6 | 5 | 7 | 15 | 20 | -5  |
| 11. | Atlético Nacional      | 22  | 18 | 5 | 7 | 6 | 24 | 23 | 1   |
| 12. | Independiente Medellín | 22  | 18 | 6 | 4 | 8 | 26 | 28 | -2  |
| 13. | Atlético Huila         | 22  | 18 | 6 | 4 | 8 | 20 | 22 | -2  |
| 14. | Deportes Quindío       | 22  | 18 | 7 | 4 | 7 | 23 | 26 | -3  |
| 15. | Deportes Tolima        | 22  | 18 | 6 | 4 | 8 | 21 | 25 | -4  |
| 16. | Real Cartagena         | 19  | 18 | 5 | 4 | 9 | 21 | 25 | -4  |
| 17. | La Equidad             | 16  | 18 | 3 | 7 | 8 | 12 | 22 | -10 |
| 18. | Cúcuta Deportivo       | 15  | 18 | 2 | 9 | 7 | 17 | 28 | -11 |

 Pts=Puntos; PJ=Partidos jugados; G=Partidos ganados; E=Partidos empatados; P=Partidos perdidos; GF=Goles a favor; GC=Goles en contra; Dif=Diferencia de gol
|  | Clasificados a los cuartos de final. |
|  | Eliminados |
|  | Descendido a la Categoría Primera B por promedio. |
|  | Clasificado a los cuartos de final, posteriormente descendido a la Categoría Primera B por perder la serie de promoción contra el subcampeón de la Primera B 2011. |

### Evolución de la clasificación
- Actualizada el 26 de noviembre de 2011.

| Equipo / Jornada              | 01 | 02 | 03 | 04 | 05 | 06 | 07 | 08 | 09 | 10 | 11 | 12 | 13 | 14 | 15 | 16 | 17 | 18 |
| ----------------------------- | -- | -- | -- | -- | -- | -- | -- | -- | -- | -- | -- | -- | -- | -- | -- | -- | -- | -- |
| América de Cali (1)(5)(7)(12) | 9  | 10 | 16 | 17 | 18 | 6  | 18 | 18 | 18 | 10 | 5  | 3  | 7  | 9  | 13 | 15 | 13 | 8  |
| Atlético Huila                | 6  | 9  | 4  | 5  | 7  | 2  | 2  | 3  | 4  | 8  | 14 | 15 | 15 | 16 | 14 | 16 | 16 | 13 |
| Atlético Nacional             | 4  | 6  | 1  | 2  | 2  | 7  | 8  | 4  | 6  | 1  | 3  | 9  | 11 | 11 | 7  | 10 | 10 | 11 |
| Boyacá Chicó (2)              | 13 | 18 | 17 | 18 | 13 | 5  | 5  | 5  | 3  | 3  | 7  | 6  | 2  | 3  | 5  | 5  | 6  | 7  |
| Cúcuta Deportivo              | 12 | 13 | 10 | 14 | 11 | 17 | 16 | 16 | 16 | 17 | 17 | 18 | 18 | 18 | 17 | 17 | 18 | 18 |
| Deportes Quindío (1)          | 10 | 5  | 13 | 6  | 8  | 3  | 1  | 2  | 2  | 4  | 2  | 7  | 3  | 6  | 10 | 6  | 8  | 14 |
| Deportes Tolima               | 18 | 17 | 18 | 15 | 16 | 11 | 12 | 10 | 5  | 9  | 6  | 5  | 9  | 5  | 9  | 11 | 12 | 15 |
| Deportivo Cali                | 7  | 4  | 12 | 13 | 15 | 18 | 13 | 14 | 14 | 11 | 11 | 8  | 10 | 10 | 6  | 8  | 9  | 10 |
| Deportivo Pereira             | 5  | 3  | 5  | 10 | 10 | 4  | 7  | 8  | 10 | 5  | 8  | 10 | 12 | 13 | 11 | 12 | 14 | 9  |
| Envigado F. C.                | 14 | 15 | 9  | 11 | 12 | 12 | 10 | 12 | 8  | 14 | 9  | 11 | 5  | 8  | 4  | 4  | 2  | 6  |
| Itagüí Ditaires               | 2  | 2  | 2  | 1  | 1  | 1  | 4  | 9  | 13 | 7  | 1  | 2  | 4  | 2  | 2  | 1  | 3  | 2  |
| Junior                        | 17 | 16 | 8  | 4  | 3  | 10 | 3  | 1  | 1  | 2  | 4  | 1  | 1  | 1  | 1  | 3  | 1  | 1  |
| La Equidad (5)                | 16 | 10 | 14 | 16 | 17 | 15 | 17 | 17 | 17 | 18 | 18 | 16 | 17 | 17 | 18 | 18 | 17 | 17 |
| Independiente Medellín (2)    | 15 | 11 | 15 | 9  | 13 | 13 | 6  | 6  | 7  | 12 | 16 | 17 | 16 | 15 | 15 | 13 | 11 | 12 |
| Millonarios                   | 11 | 12 | 11 | 12 | 14 | 9  | 11 | 13 | 9  | 6  | 13 | 12 | 6  | 4  | 3  | 2  | 4  | 4  |
| Once Caldas (12)              | 4  | 2  | 6  | 7  | 9  | 16 | 14 | 15 | 15 | 13 | 12 | 13 | 13 | 7  | 12 | 7  | 5  | 3  |
| Real Cartagena                | 1  | 1  | 3  | 3  | 6  | 14 | 15 | 11 | 12 | 16 | 15 | 14 | 14 | 14 | 16 | 14 | 15 | 16 |
| Santa Fe (7)                  | 3  | 7  | 7  | 8  | 4  | 8  | 9  | 7  | 11 | 15 | 10 | 4  | 8  | 12 | 8  | 9  | 8  | 5  |

Nota (1): Tuvo un partido pendiente en la 1a fecha.  

Nota (2): Tuvo un partido pendiente en la 2a fecha.  

Nota (5): Tuvo un partido pendiente en la 5a fecha.  

Nota (7): Tuvo un partido pendiente en la 7a fecha.  

Nota (12): Tuvo un partido pendiente en la 12a fecha.  

### Resultados
- Los horarios corresponden a la hora de Colombia (UTC-5)

Nota: Los horarios y partidos de televisión se definen la semana previa a cada jornada.
| Independiente Medellín | 0 : 3 | Itagüí            | Atanasio Girardot              | 26 de agosto | 20:00 | Telmex / Une |
| Cúcuta Deportivo       | 0 : 1 | Deportivo Cali    | General Santander              | 27 de agosto | 15:30 | Telmex / Une |
| Santa Fe               | 3 : 0 | Deportes Tolima   | Nemesio Camacho El Campín      | 27 de agosto | 18:20 | RCN          |
| Envigado F. C.         | 1 : 3 | Atlético Nacional | Atanasio Girardot              | 27 de agosto | 20:00 | Telmex / Une |
| Once Caldas            | 3 : 1 | Boyacá Chicó      | Palogrande                     | 28 de agosto | 15:30 | Telmex / Une |
| Junior                 | 0 : 3 | Real Cartagena    | Metropolitano Roberto Meléndez | 28 de agosto | 15:30 | Telmex / Une |
| Atlético Huila         | 2 : 1 | Millonarios       | Guillermo Plazas Alcid         | 28 de agosto | 17:30 | RCN          |
| La Equidad             | 0 : 2 | Deportivo Pereira | Metropolitano de Techo         | 28 de agosto | 17:30 | Telmex / Une |
| América de Cali        | 1 : 0 | Deportes Quindío  | Olímpico Pascual Guerrero      | 8 de octubre | 18:20 | RCN          |

| Itagüí            | 1 : 1 | Envigado F. C.         | Ditaires                  | 31 de agosto    | 15:30 | Telmex / Une |
| Deportivo Cali    | 1 : 1 | Once Caldas            | Olímpico Pascual Guerrero | 31 de agosto    | 15:30 | Telmex / Une |
| Deportivo Pereira | 1 : 1 | América de Cali        | Hernán Ramírez Villegas   | 31 de agosto    | 20:00 | Telmex / Une |
| Deportes Quindío  | 3 : 1 | Santa Fe               | Centenario                | 31 de agosto    | 20:00 | No           |
| Deportes Tolima   | 0 : 0 | Junior                 | Manuel Murillo Toro       | 31 de agosto    | 20:00 | No           |
| Atlético Nacional | 1 : 2 | La Equidad             | Atanasio Girardot         | 31 de agosto    | 20:30 | Telmex / Une |
| Real Cartagena    | 2 : 1 | Atlético Huila         | Olímpico Jaime Morón León | 1 de septiembre | 20:00 | Telmex / Une |
| Millonarios       | 1 : 1 | Cúcuta Deportivo       | Nemesio Camacho El Campín | 1 de septiembre | 20:00 | Telmex / Une |
| Boyacá Chicó      | 0 : 0 | Independiente Medellín | La Independencia          | 9 de octubre    | 17:30 | RCN          |

| Itagüí                 | 1 : 1 | Boyacá Chicó      | Ditaires                       | 3 de septiembre | 15:30 | Telmex / Une |
| La Equidad             | 0 : 2 | Envigado F. C.    | Metropolitano de Techo         | 3 de septiembre | 15:30 | Telmex / Une |
| América de Cali        | 2 : 4 | Atlético Nacional | Olímpico Pascual Guerrero      | 3 de septiembre | 18:20 | RCN          |
| Junior                 | 4 : 0 | Deportes Quindío  | Metropolitano Roberto Meléndez | 3 de septiembre | 20:00 | Telmex / Une |
| Santa Fe               | 0 : 0 | Deportivo Pereira | Nemesio Camacho El Campín      | 3 de septiembre | 20:00 | Telmex / Une |
| Once Caldas            | 0 : 1 | Millonarios       | Palogrande                     | 4 de septiembre | 15:30 | Telmex / Une |
| Cúcuta Deportivo       | 3 : 2 | Real Cartagena    | General Santander              | 4 de septiembre | 15:30 | Telmex / Une |
| Independiente Medellín | 3 : 0 | Deportivo Cali    | Atanasio Girardot              | 4 de septiembre | 17:30 | RCN          |
| Atlético Huila         | 1 : 0 | Deportes Tolima   | Guillermo Plazas Alcid         | 4 de septiembre | 17:30 | Telmex / Une |

| Envigado F. C.    | 1 : 1 | América de Cali        | Polideportivo Sur         | 9 de septiembre  | 20:00 | Telmex / Une |
| La Equidad        | 0 : 2 | Itagüí                 | Metropolitano de Techo    | 10 de septiembre | 15:30 | Telmex / Une |
| Deportes Quindío  | 2 : 1 | Atlético Huila         | Centenario                | 10 de septiembre | 15:30 | Telmex / Une |
| Atlético Nacional | 1 : 1 | Santa Fe               | Atanasio Girardot         | 10 de septiembre | 18:20 | RCN          |
| Real Cartagena    | 1 : 1 | Once Caldas            | Olímpico Jaime Morón León | 10 de septiembre | 20:00 | Telmex / Une |
| Deportivo Cali    | 2 : 2 | Boyacá Chicó           | Olímpico Pascual Guerrero | 10 de septiembre | 20:00 | Telmex / Une |
| Deportivo Pereira | 1 : 2 | Junior                 | Hernán Ramírez Villegas   | 11 de septiembre | 15:30 | Telmex / Une |
| Deportes Tolima   | 2 : 1 | Cúcuta Deportivo       | Manuel Murillo Toro       | 11 de septiembre | 15:30 | Telmex / Une |
| Millonarios       | 1 : 1 | Independiente Medellín | Nemesio Camacho El Campín | 11 de septiembre | 17:30 | RCN          |

| Santa Fe               | 2 : 1 | Envigado F. C.    | Metropolitano de Techo         | 13 de septiembre | 20:00 | Telmex / Une |
| Itagüí                 | 2 : 1 | Deportivo Cali    | Ditaires                       | 14 de septiembre | 15:30 | Telmex / Une |
| Independiente Medellín | 4 : 1 | Real Cartagena    | Atanasio Girardot              | 14 de septiembre | 20:00 | Telmex / Une |
| Once Caldas            | 2 : 2 | Deportes Tolima   | Palogrande                     | 14 de septiembre | 20:00 | No           |
| Cúcuta Deportivo       | 1 : 1 | Deportes Quindío  | General Santander              | 14 de septiembre | 20:00 | No           |
| Atlético Huila         | 1 : 1 | Deportivo Pereira | Guillermo Plazas Alcid         | 14 de septiembre | 20:00 | No           |
| Junior                 | 1 : 1 | Atlético Nacional | Metropolitano Roberto Meléndez | 14 de septiembre | 20:00 | Telmex / Une |
| Boyacá Chicó           | 1 : 0 | Millonarios       | La Independencia               | 15 de septiembre | 20:00 | Telmex / Une |
| América de Cali        | 1 : 1 | La Equidad        | Olímpico Pascual Guerrero      | 26 de octubre    | 20:00 | Telmex / Une |

| Envigado F. C.    | 2 : 0 | Junior                 | Polideportivo Sur         | 17 de septiembre | 15:30 | Telmex / Une |
| Deportivo Pereira | 2 : 1 | Cúcuta Deportivo       | Hernán Ramírez Villegas   | 17 de septiembre | 15:30 | Telmex / Une |
| Deportes Tolima   | 2 : 0 | Independiente Medellín | Manuel Murillo Toro       | 17 de septiembre | 18:20 | RCN          |
| América de Cali   | 2 : 1 | Itagüí                 | Olímpico Pascual Guerrero | 17 de septiembre | 20:00 | Telmex / Une |
| Atlético Nacional | 1 : 2 | Atlético Huila         | Atanasio Girardot         | 17 de septiembre | 20:00 | Telmex / Une |
| La Equidad        | 2 : 1 | Santa Fe               | Metropolitano de Techo    | 18 de septiembre | 13:00 | Telmex / Une |
| Real Cartagena    | 0 : 1 | Boyacá Chicó           | Olímpico Jaime Morón León | 18 de septiembre | 15:30 | Telmex / Une |
| Deportes Quindío  | 2 : 0 | Once Caldas            | Centenario                | 18 de septiembre | 17:30 | Telmex / Une |
| Millonarios       | 3 : 1 | Deportivo Cali         | Nemesio Camacho El Campín | 18 de septiembre | 17:30 | RCN          |

| Itagüí                 | 2 : 1 | Millonarios       | Ditaires                       | 21 de septiembre | 15:30 | Telmex / Une |
| Deportivo Cali         | 1 : 0 | Real Cartagena    | Olímpico Pascual Guerrero      | 21 de septiembre | 20:00 | No           |
| Boyacá Chicó           | 1 : 0 | Deportes Tolima   | La Independencia               | 21 de septiembre | 20:00 | No           |
| Independiente Medellín | 1 : 2 | Deportes Quindío  | Atanasio Girardot              | 21 de septiembre | 20:00 | Telmex / Une |
| Once Caldas            | 1 : 1 | Deportivo Pereira | Palogrande                     | 21 de septiembre | 20:00 | No           |
| Cúcuta Deportivo       | 0 : 0 | Atlético Nacional | General Santander              | 21 de septiembre | 20:00 | Telmex / Une |
| Atlético Huila         | 1 : 0 | Envigado F. C.    | Guillermo Plazas Alcid         | 21 de septiembre | 20:00 | No           |
| Junior                 | 3 : 0 | La Equidad        | Metropolitano Roberto Meléndez | 22 de septiembre | 20:30 | Telmex / Une |
| Santa Fe               | 0 : 1 | América de Cali   | Nemesio Camacho El Campín      | 12 de octubre    | 20:00 | Telmex / Une |

| Envigado F. C.    | 1 : 1 | Cúcuta Deportivo       | Polideportivo Sur         | 24 de septiembre | 15:30 | Telmex / Une |
| Deportes Quindío  | 2 : 2 | Boyacá Chicó           | Centenario                | 24 de septiembre | 15:30 | Telmex / Une |
| Real Cartagena    | 3 : 2 | Millonarios            | Olímpico Jaime Morón León | 24 de septiembre | 18:20 | RCN          |
| Atlético Nacional | 2 : 1 | Once Caldas            | Atanasio Girardot         | 24 de septiembre | 20:00 | Telmex / Une |
| Santa Fe          | 3 : 2 | Itagüí                 | Nemesio Camacho El Campín | 25 de septiembre | 15:30 | Telmex / Une |
| Deportivo Pereira | 2 : 2 | Independiente Medellín | Hernán Ramírez Villegas   | 25 de septiembre | 15:30 | Telmex / Une |
| Deportes Tolima   | 3 : 1 | Deportivo Cali         | Manuel Murillo Toro       | 25 de septiembre | 15:30 | No           |
| América de Cali   | 0 : 1 | Junior                 | Olímpico Pascual Guerrero | 25 de septiembre | 17:30 | RCN          |
| La Equidad        | 1 : 1 | Atlético Huila         | Metropolitano de Techo    | 25 de septiembre | 17:30 | Telmex / Une |

| Envigado F. C.    | 2 : 0 | Itagüí                 | Polideportivo Sur         | 28 de septiembre | 15:30 | Telmex / Une |
| Deportivo Cali    | 2 : 0 | América de Cali        | Olímpico Pascual Guerrero | 28 de septiembre | 20:00 | No           |
| Millonarios       | 2 : 0 | Santa Fe               | El Campín                 | 28 de septiembre | 20:00 | Telmex / Une |
| Real Cartagena    | 1 : 1 | Junior                 | Olímpico Jaime Morón León | 28 de septiembre | 20:00 | No           |
| Deportes Tolima   | 1 : 0 | Atlético Huila         | Manuel Murillo Toro       | 28 de septiembre | 20:00 | No           |
| Deportivo Pereira | 2 : 3 | Once Caldas            | Hernán Ramírez Villegas   | 28 de septiembre | 20:00 | No           |
| Atlético Nacional | 1 : 1 | Independiente Medellín | Atanasio Girardot         | 28 de septiembre | 20:00 | Telmex / Une |
| Boyacá Chicó      | 1 : 0 | La Equidad             | La Independencia          | 29 de septiembre | 20:00 | Telmex / Une |
| Deportes Quindío  | 3 : 3 | Cúcuta Deportivo       | Centenario                | 29 de septiembre | 20:00 | Telmex / Une |

| Atlético Huila         | 1 : 2 | América de Cali   | Guillermo Plazas Alcid         | 1 de octubre | 15:30 | Telmex / Une |
| Itagüí                 | 3 : 1 | Real Cartagena    | Ditaires                       | 1 de octubre | 15:30 | Telmex / Une |
| Independiente Medellín | 0 : 2 | Atlético Nacional | Atanasio Girardot              | 1 de octubre | 18:20 | RCN          |
| Once Caldas            | 3 : 2 | Envigado F. C.    | Palogrande                     | 1 de octubre | 20:00 | Telmex / Une |
| Millonarios            | 2 : 1 | Deportes Tolima   | Nemesio Camacho El Campín      | 1 de octubre | 20:00 | Telmex / Une |
| Cúcuta Deportivo       | 0 : 0 | La Equidad        | General Santander              | 2 de octubre | 15:30 | Telmex / Une |
| Deportivo Cali         | 1 : 0 | Deportes Quindío  | Olímpico Pascual Guerrero      | 2 de octubre | 15:30 | Telmex / Une |
| Boyacá Chicó           | 1 : 2 | Deportivo Pereira | La Independencia               | 2 de octubre | 17:30 | Telmex / Une |
| Junior                 | 3 : 3 | Santa Fe          | Metropolitano Roberto Meléndez | 2 de octubre | 17:30 | RCN          |

| La Equidad        | 1 : 1 | Once Caldas            | Metropolitano de Techo         | 14 de octubre | 20:00 | Telmex / Une |
| Envigado F. C.    | 1 : 0 | Independiente Medellín | Polideportivo Sur              | 15 de octubre | 15:30 | Telmex / Une |
| Deportes Tolima   | 1 : 0 | Real Cartagena         | Manuel Murillo Toro            | 15 de octubre | 15:30 | Telmex / Une |
| Deportes Quindío  | 3 : 0 | Millonarios            | Centenario                     | 15 de octubre | 18:20 | RCN          |
| Santa Fe          | 1 : 0 | Atlético Huila         | Nemesio Camacho El Campín      | 15 de octubre | 20:00 | Telmex / Une |
| América de Cali   | 3 : 0 | Cúcuta Deportivo       | Olímpico Pascual Guerrero      | 15 de octubre | 20:00 | Telmex / Une |
| Deportivo Pereira | 0 : 0 | Deportivo Cali         | Hernán Ramírez Villegas        | 16 de octubre | 15:30 | Telmex / Une |
| Junior            | 0 : 0 | Itagüí                 | Metropolitano Roberto Meléndez | 16 de octubre | 15:30 | Telmex / Une |
| Atlético Nacional | 1 : 1 | Boyacá Chicó           | Atanasio Girardot              | 16 de octubre | 17:30 | RCN          |

| Cúcuta Deportivo       | 0 : 1 | Santa Fe          | General Santander         | 21 de octubre   | 20:00 | Telmex / Une |
| Millonarios            | 0 : 0 | Deportivo Pereira | Nemesio Camacho El Campín | 22 de octubre   | 15:30 | Telmex / Une |
| Real Cartagena         | 3 : 0 | Deportes Quindío  | Olímpico Jaime Morón León | 22 de octubre   | 15:30 | Telmex / Une |
| Deportivo Cali         | 2 : 1 | Atlético Nacional | Olímpico Pascual Guerrero | 22 de octubre   | 18:20 | RCN          |
| Boyacá Chicó           | 0 : 0 | Envigado F. C.    | La Independencia          | 22 de octubre   | 20:00 | Telmex / Une |
| Atlético Huila         | 2 : 3 | Junior            | Guillermo Plazas Alcid    | 22 de octubre   | 20:00 | Telmex / Une |
| Itagüí                 | 2 : 2 | Deportes Tolima   | Ditaires                  | 23 de octubre   | 15:30 | Telmex / Une |
| Independiente Medellín | 0 : 1 | La Equidad        | Atanasio Girardot         | 23 de octubre   | 15:30 | Telmex / Une |
| Once Caldas            | 4 : 0 | América de Cali   | Palogrande                | 12 de noviembre | 18:00 | RCN          |

| Atlético Huila    | 1 : 1 | Itagüí                 | Guillermo Plazas Alcid         | 1 de noviembre | 20:00 | Telmex / Une |
| Deportes Quindío  | 2 : 1 | Deportes Tolima        | Centenario                     | 1 de noviembre | 20:00 | Telmex / Une |
| Envigado F. C.    | 1 : 0 | Deportivo Cali         | Polideportivo Sur              | 2 de noviembre | 15:30 | Telmex / Une |
| La Equidad        | 0 : 1 | Boyacá Chicó           | Metropolitano de Techo         | 2 de noviembre | 18:00 | Telmex / Une |
| América de Cali   | 1 : 2 | Independiente Medellín | Olímpico Pascual Guerrero      | 2 de noviembre | 20:00 | Telmex / Une |
| Junior            | 2 : 2 | Cúcuta Deportivo       | Metropolitano Roberto Meléndez | 2 de noviembre | 20:00 | No           |
| Atlético Nacional | 0 : 2 | Millonarios            | Atanasio Girardot              | 2 de noviembre | 20:00 | Telmex / Une |
| Deportivo Pereira | 0 : 0 | Real Cartagena         | Hernán Ramírez Villegas        | 2 de noviembre | 20:00 | No           |
| Santa Fe          | 1 : 2 | Once Caldas            | Nemesio Camacho El Campín      | 3 de noviembre | 20:00 | Telmex / Une |

| Millonarios            | 1 : 0 | Envigado F. C.    | Nemesio Camacho El Campín | 5 de noviembre | 15:30 | Telmex / Une |
| Itagüí                 | 1 : 0 | Deportes Quindío  | Ditaires                  | 5 de noviembre | 15:30 | Telmex / Une |
| Real Cartagena         | 0 : 0 | Atlético Nacional | Olímpico Jaime Morón León | 5 de noviembre | 18:20 | RCN          |
| Deportes Tolima        | 1 : 0 | Deportivo Pereira | Manuel Murillo Toro       | 5 de noviembre | 20:00 | Telmex / Une |
| Deportivo Cali         | 0 : 0 | La Equidad        | Olímpico Pascual Guerrero | 5 de noviembre | 20:00 | Telmex / Une |
| Boyacá Chicó           | 1 : 1 | América de Cali   | La Independencia          | 6 de noviembre | 15:30 | Telmex / Une |
| Independiente Medellín | 1 : 0 | Santa Fe          | Atanasio Girardot         | 6 de noviembre | 15:30 | Telmex / Une |
| Once Caldas            | 1 : 2 | Junior            | Palogrande                | 6 de noviembre | 17:30 | RCN          |
| Cúcuta Deportivo       | 1 : 0 | Atlético Huila    | General Santander         | 6 de noviembre | 17:30 | No           |

| Envigado F. C.    | 2 : 0 | Real Cartagena         | Polideportivo Sur              | 16 de noviembre | 18:00 | Telmex / Une |
| Atlético Huila    | 1 : 0 | Once Caldas            | Guillermo Plazas Alcid         | 16 de noviembre | 18:00 | Telmex / Une |
| Cúcuta Deportivo  | 1 : 1 | Itagüí                 | General Santander              | 16 de noviembre | 20:00 | No           |
| Junior            | 4 : 3 | Independiente Medellín | Metropolitano Roberto Meléndez | 16 de noviembre | 20:00 | Telmex / Une |
| América de Cali   | 0 : 1 | Deportivo Cali         | Olímpico Pascual Guerrero      | 16 de noviembre | 20:00 | Telmex / Une |
| Deportivo Pereira | 3 : 0 | Deportes Quindío       | Hernán Ramírez Villegas        | 16 de noviembre | 20:00 | No           |
| La Equidad        | 1 : 2 | Millonarios            | Metropolitano de Techo         | 16 de noviembre | 20:00 | No           |
| Atlético Nacional | 3 : 2 | Deportes Tolima        | Atanasio Girardot              | 17 de noviembre | 20:00 | Telmex / Une |
| Santa Fe          | 2 : 0 | Boyacá Chicó           | Nemesio Camacho El Campín      | 17 de noviembre | 20:00 | Telmex / Une |

| Itagüí                 | 1 : 0 | Deportivo Pereira | Ditaires                  | 19 de noviembre | 15:30 | Telmex / Une |
| Once Caldas            | 5 : 0 | Cúcuta Deportivo  | Palogrande                | 19 de noviembre | 15:30 | Telmex / Une |
| Millonarios            | 2 : 0 | América de Cali   | Nemesio Camacho El Campín | 19 de noviembre | 18:20 | RCN          |
| Real Cartagena         | 2 : 1 | La Equidad        | Olímpico Jaime Morón León | 19 de noviembre | 20:00 | Telmex / Une |
| Independiente Medellín | 3 : 2 | Atlético Huila    | Atanasio Girardot         | 19 de noviembre | 20:00 | Telmex / Une |
| Deportivo Cali         | 0 : 0 | Santa Fe          | Olímpico Pascual Guerrero | 20 de noviembre | 15:30 | Telmex / Une |
| Deportes Tolima        | 1 : 2 | Envigado F. C.    | Manuel Murillo Toro       | 20 de noviembre | 15:30 | Telmex / Une |
| Boyacá Chicó           | 3 : 0 | Junior            | La Independencia          | 20 de noviembre | 17:30 | Telmex / Une |
| Deportes Quindío       | 2 - 1 | Atlético Nacional | Centenario                | 20 de noviembre | 17:30 | RCN          |

| Atlético Nacional | 2 : 2 | Deportivo Pereira      | Atanasio Girardot              | 23 de noviembre | 20:00 | Telmex / Une |
| Envigado F. C.    | 1 : 0 | Deportes Quindío       | Polideportivo Sur              | 23 de noviembre | 20:00 | No           |
| La Equidad        | 1 : 1 | Deportes Tolima        | Metropolitano de Techo         | 23 de noviembre | 20:00 | No           |
| América de Cali   | 2 : 1 | Real Cartagena         | Olímpico Pascual Guerrero      | 23 de noviembre | 20:00 | No           |
| Santa Fe          | 1 : 0 | Millonarios            | Nemesio Camacho El Campín      | 23 de noviembre | 20:00 | Telmex / Une |
| Junior            | 2 : 0 | Deportivo Cali         | Metropolitano Roberto Meléndez | 23 de noviembre | 20:00 | No           |
| Atlético Huila    | 1 : 1 | Boyacá Chicó           | Guillermo Plazas Alcid         | 23 de noviembre | 20:00 | No           |
| Cúcuta Deportivo  | 1 : 2 | Independiente Medellín | General Santander              | 23 de noviembre | 20:00 | No           |
| Once Caldas       | 2 : 0 | Itagüí                 | Palogrande                     | 23 de noviembre | 20:00 | No           |

| Itagüí                 | 1 : 0 | Atlético Nacional | Ditaires                  | 27 de noviembre | 15:30 | Telmex / Une |
| Deportivo Pereira      | 4 : 0 | Envigado F. C.    | Hernán Ramírez Villegas   | 27 de noviembre | 15:30 | Telmex / Une |
| Deportes Quindío       | 1 : 1 | La Equidad        | Centenario                | 27 de noviembre | 15:30 | Telmex / Une |
| Deportes Tolima        | 1 : 4 | América de Cali   | Manuel Murillo Toro       | 27 de noviembre | 15:30 | Telmex / Une |
| Real Cartagena         | 1 : 2 | Santa Fe          | Olímpico Jaime Morón León | 27 de noviembre | 15:30 | Telmex / Une |
| Deportivo Cali         | 1 : 2 | Atlético Huila    | Deportivo Cali            | 27 de noviembre | 15:30 | Telmex / Une |
| Millonarios            | 0 : 0 | Junior            | Nemesio Camacho El Campín | 27 de noviembre | 15:30 | Telmex / Une |
| Boyacá Chicó           | 1 : 1 | Cúcuta Deportivo  | La Independencia          | 27 de noviembre | 15:30 | Telmex / Une |
| Independiente Medellín | 3 : 4 | Once Caldas       | Atanasio Girardot         | 27 de noviembre | 15:30 | RCN          |

## Fase final
|  | Cuartos de final      | Cuartos de final      | Cuartos de final      |       |            | Semifinales          | Semifinales          | Semifinales          |  |  | Final                | Final                | Final                |
|  | 3, 4 y 8 de diciembre | 3, 4 y 8 de diciembre | 3, 4 y 8 de diciembre |       |            | 11 y 14 de diciembre | 11 y 14 de diciembre | 11 y 14 de diciembre |  |  | 18 y 21 de diciembre | 18 y 21 de diciembre | 18 y 21 de diciembre |
|  |                       |                       |                       |       |            |                      |                      |                      |  |  |                      |                      |                      |
|  | Junior                | 0                     | 2                     |       |            |                      |                      |                      |  |  |                      |                      |                      |
|  | Boyacá Chicó          | 0                     | 2                     |       |            |                      |                      |                      |  |  |                      |                      |                      |
|  | Boyacá Chicó          | 0                     | 2                     |       | Junior (p) | 0                    | 3 (5)                |                      |  |  |                      |                      |                      |
|  |                       |                       |                       |       | Junior (p) | 0                    | 3 (5)                |                      |  |  |                      |                      |                      |
|  |                       | Millonarios           | 3                     | 0 (4) |            |                      |                      |                      |  |  |                      |                      |                      |
|  | Millonarios (p)       | Millonarios           | 3                     | 0 (4) | 1          | 2 (7)                |                      |                      |  |  |                      |                      |                      |
|  | Millonarios (p)       |                       |                       |       | 1          | 2 (7)                |                      |                      |  |  |                      |                      |                      |
|  | Envigado F. C.        | 2                     | 1 (6)                 |       |            |                      |                      |                      |  |  |                      |                      |                      |
|  |                       |                       |                       |       |            |                      |                      |                      |  |  | Once Caldas          | 2                    | 2 (2)                |
|  |                       |                       | Junior (p)            | 3     | 1 (4)      |                      |                      |                      |  |  |                      |                      |                      |
|  | Itagüí Ditaires       | 2                     | 0                     |       |            |                      |                      |                      |  |  |                      |                      |                      |
|  | Santa Fe              | 3                     | 1                     |       |            |                      |                      |                      |  |  |                      |                      |                      |
|  | Santa Fe              | 3                     | 1                     |       | Santa Fe   | 1                    | 1                    |                      |  |  |                      |                      |                      |
|  |                       |                       |                       |       | Santa Fe   | 1                    | 1                    |                      |  |  |                      |                      |                      |
|  |                       | Once Caldas           | 1                     | 2     |            |                      |                      |                      |  |  |                      |                      |                      |
|  | Once Caldas           | Once Caldas           | 1                     | 2     | 0          | 2                    |                      |                      |  |  |                      |                      |                      |
|  | Once Caldas           |                       |                       |       | 0          | 2                    |                      |                      |  |  |                      |                      |                      |
|  | América de Cali       | 0                     | 0                     |       |            |                      |                      |                      |  |  |                      |                      |                      |

### Cuartos de final
| 3 de diciembre de 2011, 20:00                                                                                        | Boyacá Chicó | 0:0     | Junior | Estadio de La Independencia, Tunja |                          |
| |              | Reporte |        | Árbitro(s): Adrián Vélez           | Árbitro(s): Adrián Vélez |
| Partido suspendido por una herida que sufrió el juez de línea Alejandro Gallego antes del inicio del segundo tiempo. |              |         |        |                                    |                          |

| 8 de diciembre de 2011, 15:30 | Junior                       | 2:2 (0:2) | Boyacá Chicó                | Estadio Metropolitano Roberto Meléndez, Barranquilla |                                |
| | Bacca 52' · V. Hernández 66' | Reporte   | Mostasilla 6' · Ramírez 11' | Árbitro(s): Sebastián Restrepo                       | Árbitro(s): Sebastián Restrepo |
| Aunque los dos partidos acabaron igualados, clasificó Junior al serle mantenido el punto del partido contra Chicó en Tunja, ya que al equipo 'Ajedrezado' le quitaron la unidad obtenida por los incidentes que ocasionaron la suspensión del juego. |                              |           |                             |                                                      |                                |

| 4 de diciembre de 2011, 15:30 | Envigado F. C.             | 2:1 (2:0) | Millonarios | Estadio Polideportivo Sur, Envigado |                              |
|                               | Córdoba 12' · Morantes 45' | Reporte   | Ochoa 61'   | Árbitro(s): Wilson Lamouroux        | Árbitro(s): Wilson Lamouroux |

| 8 de diciembre de 2011, 17:30 | Millonarios                                                              | 2:1 (2:0) (7:6 p.)         | Envigado F. C.                                                            | Estadio Nemesio Camacho El Campín, Bogotá |                          |
|                               | Cichero 10' · Vásquez 26'                                                | Reporte                    | Morantes 48'                                                              | Árbitro(s): Jorge Sierra                  | Árbitro(s): Jorge Sierra |
|                               |                                                                          | Tiros desde el punto penal |                                                                           |                                           |                          |
|                               | Candelo · Ramos · Carpintero · Robayo · Toloza · Ortiz · Angulo · Mera · |                            | Morantes · Quintero · Díaz · Pérez · Serna · Angulo · Mosquera · González |                                           |                          |

| 4 de diciembre de 2011, 17:20 | Santa Fe                      | 3:2 (1:1) | Itagüí Ditaires   | Estadio Nemesio Camacho El Campín, Bogotá |                          |
|                               | Anchico 38', 60' · Bernal 80' | Reporte   | Alzáte 12', 57' · | Árbitro(s): Luis Sánchez                  | Árbitro(s): Luis Sánchez |

| 8 de diciembre de 2011, 15:30 | Itagüí Ditaires | 0:1 (0:1) | Santa Fe  | Estadio Metropolitano Ciudad de Itagüí, Itagüí |                          |
|                               |                 | Reporte   | Pérez 42' | Árbitro(s): Imer Machado                       | Árbitro(s): Imer Machado |

| 3 de diciembre de 2011, 18:20 | América de Cali | 0:0     | Once Caldas | Estadio Olímpico Pascual Guerrero, Cali |                           |
|                               |                 | Reporte |             | Árbitro(s): Ramiro Suárez               | Árbitro(s): Ramiro Suárez |

| 8 de diciembre de 2011, 17:30 | Once Caldas               | 2:0 (0:0) | América de Cali | Estadio Palogrande, Manizales |                           |
|                               | Amaya 82' · Del Valle 86' | Reporte   |                 | Árbitro(s): Wilmar Roldán     | Árbitro(s): Wilmar Roldán |

### Semifinal
| 11 de diciembre de 2011, 17:30 | Millonarios                   | 3:0 (1:0) | Junior | Estadio Nemesio Camacho El Campín, Bogotá |                           |
|                                | Moreno 16', 64' · Candelo 71' | Reporte   |        | Árbitro(s): Wilmar Roldán                 | Árbitro(s): Wilmar Roldán |

| 14 de diciembre de 2011, 19:00 | Junior                                             | 3:0 (2:0) (5:4 p.)         | Millonarios                                | Estadio Metropolitano Roberto Meléndez, Barranquilla |                          |
|                                | Valencia 14' · V. Hernández 27' · G. Hernández 65' | Reporte                    |                                            | Árbitro(s): Luis Sánchez                             | Árbitro(s): Luis Sánchez |
|                                |                                                    | Tiros desde el punto penal |                                            |                                                      |                          |
|                                | Hernández · García · Cárdenas · Cortés · Bacca     |                            | Candelo · Ramos · Franco · Robayo · Toloza |                                                      |                          |

| 11 de diciembre de 2011, 15:30 | Once Caldas | 1:1 (1:0) | Santa Fe  | Estadio Palogrande, Manizales |                              |
|                                | Moreno 41'  | Reporte   | Pérez 50' | Árbitro(s): Wilson Lamouroux  | Árbitro(s): Wilson Lamouroux |

| 15 de diciembre de 2011, 11:00                                                                             | Santa Fe  | 1:2 (1:1) | Once Caldas           | Estadio Nemesio Camacho El Campín, Bogotá |                          |
| | Rodas 17' | Reporte   | Núñez 42' · Pajoy 53' | Árbitro(s): Adrián Vélez                  | Árbitro(s): Adrián Vélez |
| Partido programado para el 14 de diciembre a las 20:30, suspendido a los 6 minutos de juego por mal clima. |           |           |                       |                                           |                          |

### Final
| 18 de diciembre de 2011, 17:30 | Junior                            | 3:2 (1:2) | Once Caldas    | Estadio Metropolitano Roberto Meléndez, Barranquilla     |                                                          |
|                                | Bacca 44', 57' · V. Hernández 53' | Reporte   | Nuñez 19', 39' | Asistencia: 40.200 espectadores Árbitro(s): Imer Machado | Asistencia: 40.200 espectadores Árbitro(s): Imer Machado |

| 21 de diciembre de 2011, 19:00 | Once Caldas                         | 2:1 (1:0) (2:4 p.)         | Junior                                 | Estadio Palogrande, Manizales                             |                                                           |
|                                | Pajoy 45' · Beltrán 69'             | Reporte                    | Bacca 58'                              | Asistencia: 28.678 espectadores Árbitro(s): Wilmar Roldán | Asistencia: 28.678 espectadores Árbitro(s): Wilmar Roldán |
|                                |                                     | Tiros desde el punto penal |                                        |                                                           |                                                           |
|                                | Núñez · Pajoy · Del Valle · Beltrán |                            | Hernández · Valencia · Cárdenas · Páez |                                                           |                                                           |

|                                           |
| Bandera de Colombia                       |
| Campeón Junior de Barranquilla 7.º título |

## Goleadores
- Actualizado el 21 de diciembre de 2011.[53]

| Jugador                | Equipo                 | Goles |
| ---------------------- | ---------------------- | ----- |
| Carlos Bacca           | 'Junior'               | 12    |
| Germán Cano            | Deportivo Pereira      | 10    |
| Lionard Pajoy          | Itagüí Ditaires        | 10    |
| Jhon Pajoy             | Once Caldas            | 10    |
| Édison Toloza          | Millonarios            | 9     |
| Luis Fernando Mosquera | Independiente Medellín | 8     |
| Hamilton Ricard        | Deportes Quindío       | 8     |
| Jairo Castillo         | América de Cali        | 7     |
| Jaime Castrillón       | Independiente Medellín | 7     |
| Víctor Cortés          | Junior                 | 7     |

## Clasificación a torneos internacionales
| Clasificado como | Copa Libertadores 2012 | Copa Sudamericana 2012 |
| ---------------- | ---------------------- | ---------------------- |
| Colombia 1       | Atlético Nacional      | Millonarios            |
| Colombia 2       | Junior                 | Envigado F.C.          |
| Colombia 3       | Once Caldas            | Deportes Tolima        |
| Colombia 4       |                        | La Equidad             |

## Cambios de categoría
| Ascendidos a la Primera A | Descendidos a la Primera B |
| ------------------------- | -------------------------- |
| Deportivo Pasto           | Deportivo Pereira          |
| Patriotas                 | América de Cali            |